# 1709 Ukraina
1709 Ukraina eller 1925 QA är en asteroid i huvudbältet som upptäcktes 16 augusti 1925 av den ryske astronomen Grigorij Sjajn vid Simeiz-observatoriet på Krim. Den har fått sitt namn efter Ukraina.
Asteroiden har en diameter på ungefär 9 kilometer.